# Eurema floricola
Eurema floricola é uma borboleta da família Pieridae. Ela é encontrada em Serra Leoa, Costa do Marfim, Gana, Nigéria, República Democrática do Congo, Burundi, Quénia, Tanzânia, Zâmbia e em Madagascar, Comores, ilhas Maurício, Reunião e as Seychelles. O habitat natural desta borboleta consiste em zonas de transição entre floresta/savana.
As larvas alimentam-se de espécies de Desmanthus virgatus, Caesalpinia bonducella, Leucaena glauca, Mimosa e Entada.

## Subespécies
- Eurema floricola floricola (Madagascar, leste da Tanzânia)
- Eurema floricola aldabrensis Bernardi, 1969 (Seychelles)
- Eurema floricola anjuana (Butler, 1879) (Comores)
- Eurema floricola ceres (Butler, 1886) (ilhas Maurício, Reunião)
- Eurema floricola leonis (Butler, 1886) (Serra Leoa, Costa do Marfim, Gana, Nigéria, República Democrática do Congo, Burundi, Quénia, oeste da Tanzânia, Zâmbia)